# Grazie perché/Magari
Grazie perché/Magari è un singolo di Gianni Morandi ed Amii Stewart, pubblicato nel 1983.
Dopo il grande rilancio nei primi anni ottanta, Morandi incide in coppia con la cantante statunitense Amii Stewart una cover in italiano del brano We've Got Tonite, scritto dal musicista statunitense Bob Seger e pubblicato nel 1978 come terzo singolo estratto dall'album Stranger in Town di Bob Seger & The Silver Bullet Band.
Il testo italiano è scritto da Nini Maria Giacomelli su musica di Sergio Bardotti.
Magari, il brano presente sul lato b, anch'esso cantato in coppia dal duo, è scritto dallo stesso Morandi con Franco Migliacci ed il chitarrista Pietro Fara.

## Successo commerciale
Il singolo, pubblicato nel novembre del 1983, ottiene un grande successo, classificandosi al quinto posto come picco massimo nella classifica dei singoli più venduti, divenendo il cinquantacinquesimo singolo più venduto del 1984 in Italia.

## Edizioni
I brani del singolo non furono inseriti in nessun album del duo, seppure Grazie perché fu inserito in numerose raccolte. Il brano Magari invece, non è stato inserito a tutt'oggi in nessuna raccolta.
Il singolo è stato distribuito anche in Portogallo su etichetta RCA Victor, e in Germania su etichetta Teldec.

## Tracce
Lato A
1. Grazie perché – 3:38 (Bob Seger-Nini Maria Giacomelli-Sergio Bardotti)

Durata totale: 3:38
Lato B
1. Magari – 3:38 (Gianni Morandi-Franco Migliacci-Pietro Fara)

Durata totale: 3:38